# سلطان الغرام (مسلسل)
سلطان الغرام هو مسلسل مصري من 33 حلقة بطولة خالد صالح، لوسي، روجينا، طارق لطفي, ومايا نصري. يعتبر المسلسل أول ظهور فني للممثلة اللبنانية مايا نصري.

## القصة
يروي المسلسل قصة شاب من عائلة فقيرة لديه الأمل والطموح، ولكنه لا يملك المال الذي يقف عائقاً في وجه طموحه فيضطر لترك دراسته، والنزول إلى سوق العمل، وبمرور الأيام يصبح من كبار أصحاب رؤوس الأموال بعد مواجهته مصاعب الحياة، ويقع الكثير من الأشخاص ضحية لظلمه وتجبره. يتلقي الضربة من زوجته الثالثة التي تستولي على جميع أمواله وممتلكاته ويعود لنقطة الصفر، ويحاول من جديد الصعود، ولكن هذه المرة عن وعي وخبره بالحياة، ولكن المسئولية كبيرة هذه المرة، حيث إنه مسئول عن أولاده وزوجتيه.